# Rue de Tlemcen
Rue de Tlemcen är en gata i Paris 20:e arrondissement. Den namngavs 1869 och är uppkallad efter den algeriska staden Tlemcen.
Rue de Tlemcen börjar vid Boulevard de Ménilmontant 76 och slutar vid Rue des Amandiers 61.